# ヌサイル・マズラウィ
- ノゼア・マズラウィ

ヌサイル・マズラウィ（Noussair Mazraoui, アラビア語: نصير مزراوي, 1997年11月14日 - ）は、オランダ・南ホラント州ライデルドルプ出身のプロサッカー選手。プレミアリーグ・マンチェスター・ユナイテッドFC所属。モロッコ代表。ポジションはDF（RSB）。

## 経歴

### クラブ

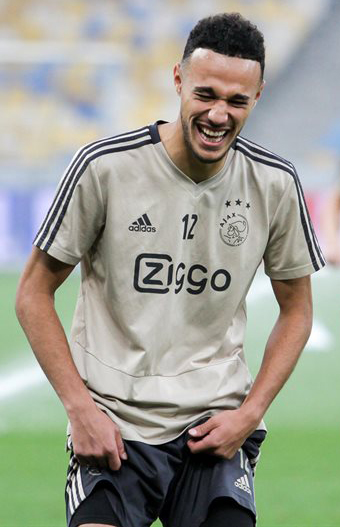
アヤックスでのマズラウィ（2018年）

アヤックスのアカデミー出身。リザーブチームであるヨング・アヤックス在籍中の2016年8月12日、エールステ・ディヴィジのアルメレ・シティ戦に途中出場しプロデビュー。
2022年5月24日、バイエルン・ミュンヘンと4年契約を締結したことが発表された。
2024年8月14日、マンチェスター・ユナイテッドFCに移籍した。

### 代表
オランダ出身であるが、代表はルーツのモロッコ代表を選択。しかし、同ポジションで絶対的エースのアクラフ・ハキミからポジションを奪うことができず、さらに代表監督のヴァイッド・ハリルホジッチと対立したことで、2020年11月から2022年9月まで代表から一時的に追放されていた。
2022年9月12日、同月23日のチリ代表、27日のパラグアイ代表との親善試合に臨む招集メンバーに選出され、約2年ぶりとなる代表復帰を果たした。なおハキミとポジションが被るため、左サイドバックとしての起用が濃厚となった。
2022年11月10日、彼はカタールで開催される2022 FIFAワールドカップに出場するモロッコ代表26人のメンバーに選出された。 モロッコの準決勝進出に貢献し、ワールドカップでアフリカの国として初めてベスト4に進出する歴史的な快挙を成し遂げた。 2023年12月28日、ワリド・レグラギ監督により、アフリカネイションズカップ2023に出場するモロッコ代表27人のメンバーに選出された。

## 代表歴

### 出場大会
- モロッコ代表
  - 2022 FIFAワールドカップ

### 試合数
- 国際Aマッチ 27試合 2得点（2018年-）[13]

| モロッコ代表 | 国際Aマッチ | 国際Aマッチ |
| 年           | 出場        | 得点        |
| ------------ | ----------- | ----------- |
| 2018         | 3           | 0           |
| 2019         | 7           | 1           |
| 2020         | 2           | 1           |
| 2021         | 0           | 0           |
| 2022         | 8           | 0           |
| 2023         | 7           | 0           |
| 2024         |             |             |
| 通算         | 27          | 2           |

## タイトル

### クラブ
アヤックス
- エールディヴィジ: 2018-19, 2020-21, 2021-22
- KNVBカップ: 2018-19, 2020-21
- ヨハン・クライフ・スハール: 2019

バイエルン・ミュンヘン
- ブンデスリーガ: 2022-23
- DFLスーパーカップ: 2022

### 勲章
- モロッコ国家勲章（英語版）: 2022[14]